# Protoneura viridis
Protoneura viridis – gatunek ważki z rodziny łątkowatych (Coenagrionidae). Występuje na wyspach Karaibów – stwierdzony na Kubie, w Dominikanie, Portoryko oraz na Wyspach Dziewiczych Stanów Zjednoczonych.